# Ben Foudhala El Hakania
Beni Foudala El Hakania là một thị trấn thuộc tỉnh Batna, Algérie. Dân số thời điểm năm 2002 là 1.142 người.